# Paul Huntley
Paul Huntley (Londra, 2 luglio 1933 – Londra, 9 luglio 2021) è stato un parrucchiere e truccatore britannico, noto soprattutto come creatore di parrucche per il cinema e il teatro.

## Biografia
Nato e cresciuto a Londra, Paul Huntley entrò nel mondo dello spettacolo come attore teatrale a partire dagli anni cinquanta, ma dopo pochi anni abbandonò la recitazione per dedicarsi al design di parrucche e acconciature per le scene. Fu apprendista e poi impiegato del Stanley Hall's Wig Creations, che confezionò le parrucche di Elizabeth Taylor per Cleopatra, e tra gli anni cinquanta e sassanta Huntley lavorò con Marlene Dietrich, Laurence Olivier, Vivien Leigh, Alec Guinness e Vanessa Redgrave.
Su invito di Mike Nichols, negli anni settanta si trasferì negli Stati Uniti, dove si affermò tra i maggiori fabbricanti di parrucche per il teatro di Broadway. Tra il 1973 e il 2020 ha curato parrucche e acconciature per oltre duecento allestimenti di musical e opere di prosa a Broadway, curando il look di importanti attori tra cui Carol Channing, David Bowie, Ian McKellen, Betty Buckley, Jessica Tandy, Glenn Close, Jeremy Irons, Patti LuPone, Bernadette Peters, Angela Lansbury, Faye Dunaway, Natasha Richardson, Jessica Chastain, Natalie Portman, Deborah Kerr, Scarlett Johansson, Hugh Jackman e altri ancora. Curò inoltre le parrucche per una sessantina di film, tra cui La carica dei 102 - Un nuovo colpo di coda, Pomodori verdi fritti alla fermata del treno e Requiem for a Dream. Per la sua lunga carriera a Broadway ha ricevuto un Drama Desk Award nel 2002 e un Tony Award nel 2003.
In seguito alla chiusura dei teatri causata dalla pandemia di COVID-19, nel febbraio del 2021 lasciò la propria casa di Manhattan per tornare nella natia Inghilterra, dove morì sette mesi più tardi all'età di ottantotto anni. Dichiaratamente omosessuale, ebbe una lunga relazione con Paul Plassan, deceduto nel 1991.

## Teatro (parziale)
- Zio Vanja di Anton Čechov. Circle in the Square Theatre di Broadway (1973)
- La visita della vecchia signora di Friedrich Dürrenmatt. Ethel Barrymore Theatre di Broadway (1973)
- Erano tutti miei figli di Arthur Miller. Roundabout Theatre di New York (1974)
- Marina di Edward Albee. Shubert Theatre di Broadway (1975)
- Pacific Overtures, libretto di John Weidman, colonna sonora di Stephen Sondheim. Winter Garden Theatre di Broadway (1975)
- Cesare e Cleopatra di George Bernard Shaw. Palace Theatre di Broadway (1977)
- Romeo e Giulietta di William Shakespeare. Palace Theatre di Broadway (1977)
- L'importanza di chiamarsi Ernesto di Oscar Wilde. Circle in the Square Theatre di Broadway (1977)
- Il Tartuffo di Molière. Circle in the Square Theatre di Broadway (1977)
- Santa Giovanna di George Bernard Shaw. Circle in the Square Theatre di Broadway (1977)
- Hello, Dolly!, libretto di Michael Stewart, colonna sonora di Jerry Herman. Lunt-Fontanne Theatre di Broadway (1978)
- Uomo e superuomo di George Bernard Shaw. Circle in the Square Theatre di Broadway (1978)
- L'uomo elefante di Bernard Pomerance. Booth Theatre di Broadway (1979)
- Il maggiore Barbara di George Bernard Shaw. Circle in the Square Theatre di Broadway (1980)
- Amadeus di Peter Shaffer. Broadhurst Theatre di Broadway (1980)
- John Gabriel Borkman di Henrik Ibsen. Circle in the Square Theatre di Broadway (1980)
- Piaf di Pam Gems. Gerald Schoenfeld Theatre di Broadway (1981)
- Il padre di August Strindberg. Circle in the Square Theatre di Broadway (1981)
- My Fair Lady, libretto di Alan Jay Lerner, colonna sonora di Frederick Loewe. Gershwin Theatre di Broadway (1981)
- Il servo di scena di Ronald Howard. Brooks Atkinson Theatre di Broadway (1981)
- Entertaining Mr Sloane di Joe Orton. Cherry Lane Theatre di New York (1982)
- Cats, libretto di T.S. Eliot, colonna sonora di Andrew Lloyd Webber. Winter Garden Theatre di Broadway (1982)
- You Can't Take It with You di George S. Kaufman e Moss Hart. Gerald Schoenfeld Theatre di Broadway (1983)
- Lo zoo di vetro di Tennessee Williams. Eugene O'Neill Theatre di Broadway (1983)
- Come vi piace di William Shakespeare. John W. Huntington Theatre di Hartford (1983)
- Tre sorelle, di Anton Čechov. John W. Huntington Theatre di Hartford (1984)
- The Real Thing di Tom Stoppard. Plymouth Theatre di Broadway (1985)
- Uomo e superuomo di George Bernard Shaw. Circle in the Square Theatre di Broadway (1985)
- La dodicesima notte di William Shakespeare. John W. Huntington Theatre di Hartford (1985)
- Le nozze di Figaro di Pierre-Augustin de Beaumarchais. Circle in the Square Theatre di Broadway (1985)
- The Mystery of Edwin Drood, colonna sonora e libretto di Rupert Holmes. Imperial Theatre di Broadway (1985)
- Amleto di William Shakespeare. Public Theater dell'Off-Broadway (1986)
- Lungo viaggio verso la notte di Eugene O'Neill. Broadhurst Theatre di Broadway (1986)
- Arsenico e vecchi merletti di Joseph Kesselring. Richard Rodgers Theatre di Broadway (1986)
- Me and My Girl, libretto di L. Arthur Rose, Douglas Furber e Stephen Fry, colonna sonora di Noel Gay. Marquis Theatre di Broadway (1986)
- Casa di bambola di Henrik Ibsen. Hartford Stage di Hartford (1986)
- Starlight Express, libretto di Richard Stilgoe, colonna sonora di Andrew Lloyd Webber. Gershwin Theatre di Broadway (1987)
- Spirito allegro di Noël Coward. Neil Simon Theatre di Broadway (1987)
- Anything Goes, libretto di Guy Bolton, P. G. Wodehouse, Howard Lindsay e Russel Crouse, colonna sonora di Cole Porter. Lincoln Center di Broadway (1987)
- Into the Woods, libretto di James Lapine, colonna sonora di Stephen Sondheim. Al Hirschfeld Theatre di Broadway (1987)
- Hedda Gabler di Henrik Ibsen. Hartford Stage di Hartford (1988)
- La scuola delle mogli di Molière. Hartford Stage di Hartford (1988)
- Lungo viaggio verso la notte di Eugene O'Neill. Neil Simon Theatre di Broadway (1988)
- The Heidi Chronicles di Wendy Wasserstein. Gerald Schoenfeld Theatre di Broadway (1989)
- Sweeney Todd: The Demon Barber of Fleet Street, libretto di Hugh Wheeler, colonna sonora di Stephen Sondheim. Circle in the Square Theatre di Broadway (1989)
- Crazy for You, libretto di Ken Ludwig e Ira Gershwin, colonna sonora di George Gershwin. Shubert Theatre di Broadway (1992)
- Candida di George Bernard Shaw. Criterion Stage Right di Broadway (1993)
- Un ispettore in casa Birling di J. B. Priestley. Bernard B. Jacobs Theatre di Broadway (1994)
- Hedda Gabler di Henrik Ibsen. Criterion Stage Right di Broadway (1994)
- Picnic di William Inge. Criterion Center Stage Right di Broadway (1994)
- Vetri rotti di Arthur Miller. Booth Theatre di Broadway (1994)
- Zio Vanja di Anton Čechov. Circle in the Square Theatre di Broadway (1995)
- Un mese in campagna di Ivan Sergeevič Turgenev. Criterion Stage Right (1995)
- Company, libretto di George Furth, colonna sonora di Stephen Sondheim. Criterion Stage Right di Broadway (1995)
- Master Class di Terrence McNally. John Golden Theatre di Broadway (1995)
- Hello, Dolly!, libretto di Michael Stewart, colonna sonora di Jerry Herman. Lunt-Fontanne Theatre di Broadway (1995)
- Il Tartuffo di Molière. Circle in the Square Theatre di Broadway (1996)
- Estate e fumo di Tennessee Williams. Criterion Center Stage Right di Broadway (1996)
- Le piccole volpi di Lillian Hellman. Vivian Beaumont Theatre di Broadway (1997)
- Tre sorelle di Anton Čechov Criterion Center Right Stage di Broadway (1997)
- Il diario di Anna Frank di Frances Goodrich e Albert Hackett. Music Box Theatre di Broadway (1997)
- Wit di Margaret Edson. Union Square Theatre dell'Off-Broadway (1998)
- The Sound of Music, libretto di Oscar Hammerstein II, Howard Lindsay e Russel Crouse, colonna sonora di Richard Rodgers. Al Hirschfeld Theatre di Broadway (1998)
- Lungo viaggio verso la notte di Eugene O'Neill. Hartford Stage di Hartford (1998)
- Cabaret, libretto di Fred Ebb e Joe Masteroff, colonna sonora di John Kander. Studio 54 di Broadway (1998)
- La dodicesima notte di William Shakespeare. Lincoln Center di Broadway (1998)
- Parade, libretto di Alfred Uhry, colonna sonora d Jason Robert Brown. Lincoln Center di Broadway (1998)
- Il misantropo di Molière. Classic Stage Company dell'Off-Broadway (1999)
- Il leone d'inverno di James Goldman. Criterion Center Stage Right di Broadway (1999)
- Sotto il segno dei gemelli di Albert Innaurato. Second Stage Theatre dell'Off-Broadway (1999)
- Il tartuffo di Molière. Delacorte Theatre dell'Off-Broadway (1999)
- James Joyce's The Dead, libretto di Richard Nelson, colonna sonora di Shaun Davey. Playwrights Horizons dell'Off-Broadway (1999)
- Kiss Me, Kate, libretto di Samuel Spewack e Bella Spewack, colonna sonora di Cole Porter. Al Hirschfeld Theatre di Broadway (1999)
- Zio Vanja di Anton Čechov. Brooks Atkinson Theatre di Broadway (2000)
- Contact, libretto di John Weidman, colonna sonora di autori vari. Lincoln Center di Broadway (2000)
- The Music Man, libretto e colonna sonora di Meredith Willson. Neil Simon Theatre di Broadway (2000)
- Copenhagen di Michael Frayn. Bernard B. Jacobs Theatre di Broadway (2000)
- Follies, libretto di James Goldman, colonna sonora di Stephen Sondheim. Belasco Theatre di Broadway (2001)
- The Producers, libretto e colonna sonora di Mel Brooks. St. James Theatre di Broadway (2001)
- Il maggiore Barbara di George Bernard Shaw. American Airlines Theatre di Broadway (2001)
- Hedda Gabler di Henrik Ibsen. Ambassador Theatre di Broadway (2001)
- Mamma Mia!, libretto di Catherine Johnson, colonna sonora di Benny Andersson e Björn Ulvaeus. Winter Garden Theatre di Broadway (2001)
- Il crogiuolo di Arthur Miller. August Wilson Theatre di Broadway (2002)
- Thoroughly Modern Millie, libretto di Dick Scanlan e Richard Morris, colonna sonora di Jeanine Tesori. Marquis Theatre di Broadway (2002)
- Frankie and Johnny in the Clair de Lune di Terrence McNally. Belasco Theatre di Broadway (2002)
- Hairspray, Scott Wittman, Mark O'Donnell e Thomas Meehan, colonna sonora di Marc Shaiman. Neil Simon Theatre di Broadway (2002).
- Boston Marriage di David Mamet. Public Theater dell'Off-Broadway (2002)
- Il Tartuffo di Molière. American Airlines Theatre di Broadway (2003)
- The Boy from Oz, libretto di Martin Sherman, colonna sonora di Peter Allen. Imperial Theatre di Broadway (2003)
- Il guardiano di Harold Pinter. American Airlines Theatre di Broadway (2003)
- Wonderful Town, libretto di Betty Comden ed Adolph Green, colonna sonora di Leonard Bernstein. Al Hirschfeld Theatre di Broadway (2003)
- The Frogs, libretto di Burt Shevelove e Nathan Lane, colonna sonora di Stephen Sondheim. Lincoln Center di Broadway (2004)
- 'night, Mother di Marsha Norman. Bernard B. Jacobs Theatre di Broadway (2004)
- La Cage aux Folles, libretto di Harvey Fierstein, colonna sonora di Jerry Herman. Marquis Theatre di Broadway (2005)
- Un tram che si chiama Desiderio di Tennessee Williams. Studio 54 di Broadway (2005)
- Sweet Charity, libretto di Neil Simon, colonna sonora di Cy Coleman. Al Hirschfeld Theatre di Broadway (2005)
- Sweeney Todd: The Demon Barber of Fleet Street, libretto di Hugh Wheeler, colonna sonora di Stephen Sondheim. Eugene O'Neill Theatre di Broadway (2005)
- The Pajama Game, libretto di George Abbott e Richard Bissell, colonna sonora di Jerry Ross e Richard Adler. American Airlines Theatre di Broadway (2006)
- Entertaining Mr Sloane di Joe Orton. Laura Pels Theatre dell'Off-Broadway (2006)
- L'opera da tre soldi, libretto di Bertolt Brecht, colonna sonora di Kurt Weill. Studio 54 di Broadway (2006)
- Grey Gardens, libretto di Michael Korie e Doug Wright, colonna sonora di Scott Frankel. Walter Kerr Theatre di Broadway (2006)
- The Ritz di Terrence McNally. Studio 54 di Broadway (2007)
- Grease, libretto e colonna sonora di Jim Jacobs e Warren Casey. Brooks Atkinson Theatre di Broadway (2007), tournée statunitense (2008)
- Gypsy, libretto di Arthur Laurents e Stephen Sondheim, colonna sonora di Jule Styne. Saint James Theatre di Broadway (2008)
- Il gabbiano di Anton Čechov. Classic Stage Company dell'Off-Broadway (2008)
- Les Liaisons Dangereuses di Christopher Hampton. American Airlines Theatre di Broadway (2008)
- Top Girls di Caryl Churchill. Samuel J. Friedman Theatre di Broadway (2008)
- Erano tutti miei figli di Arthur Miller. Gerald Schoenfeld Theatre di Broadway (2008)
- Road Show, libretto di John Weidman, colonna sonora di Stephen Sondheim. Public Theater dell'Off-Broadway (2008)
- Pal Joey, libretto di John O'Hara, colonna sonora di Richard Rodgers e Lorenz Hart. Studio 54 di Broadway (2008)
- Zio Vanja di Anton Čechov. Classic Stage Company dell'Off-Broadway (2009)
- Dreamgirls, colonna sonora di Henry Krieger e libretto di Tom Eyen. Tournée statunitense (2009)
- Spirito allegro di Noël Coward. Shubert Theatre di Broadway (2009)
- In the Next Room (or The Vibrator Play) di Sarah Ruhl. Lyceum Theatre di Broadway (2009)
- A Little Night Music, libretto di Hugh Wheeler, colonna sonora di Stephen Sondheim. Walter Kerr Theatre di Broadway (2009)
- L'importanza di chiamarsi Ernesto di Oscar Wilde. American Airlines Theatre di Broadway (2011)
- Tre sorelle di Anton Čechov. Classic Stage Company dell'Off-Broadway (2011)
- Anything Goes, libretto di Guy Bolton, P. G. Wodehouse, Howard Lindsay e Russel Crouse, colonna sonora di Cole Porter. Stephen Sondheim Theatre di Broadway (2011)
- Catch Me If You Can, libretto di Terrence McNally e Scott Wittman, colonna sonora di Marc Shaiman. Neil Simon Theatre di Broadway (2011)
- Oklahoma!, libretto di Oscar Hammerstein II, colonna sonora di Richard Rodgers. Arena Stage di Washington (2011)
- War Horse di Nick Stafford, regia di Marianne Elliott e Tom Morris. Lincoln Center di Broadway (2011)
- Master Class di Terrence McNally. Samuel J. Friedman Theatre di Broadway (2011)
- Il giardino dei ciliegi di Anton Čechov. Classic Stage Company dell'Off-Broadway (2011)
- Other Desert Cities di Jon Robin Baitz. Booth Theatre di Broadway (2011)
- Wit di Margaret Edson. Samuel J. Friedman Theatre di Broadway (2012)
- Lungo viaggio verso la notte di Eugene O'Neill. Arena Stage di Washington (2012)
- L'ereditiera di Ruth e Augustus Goetz. Walter Kerr Theatre di Broadway (2012)
- The Mystery of Edwin Drood, colonna sonora e libretto di Rupert Holmes. Studio 54 di Broadway (2012)
- La gatta sul tetto che scotta di Tennessee Williams. Richard Rodgers Theatre di Broadway (2012)
- Il cadetto Winslow di Terence Rattigan. American Airlines Theatre di Broadway (2013)
- Fun Home, libretto di Lisa Kron, colonna sonora di Jeanine Tesori. Public Theater dell'Off-Broadway (2013), Circle in the Square Theatre di Broadway (2015)
- A Funny Thing Happened on the Way to the Forum, libretto di Burt Shevelove, colonna sonora di Stephen Sondheim. Sydney Harmal Hall di Washington (2014)
- All The Way di Robert Schenkkan. Neil Simon Theatre di Broadway (2014)
- Sweeney Todd: The Demon Barber of Fleet Street, libretto di Hugh Wheeler, colonna sonora di Stephen Sondheim. Avery Fisher Hall di New York (2014)
- Cabaret, libretto di Fred Ebb e Joe Masteroff, colonna sonora di John Kander. Studio 54 di Broadway (2014)
- Spirito allegro di Noël Coward. Gielgud Theatre di Londra, tournée statunitense (2015)
- On the Twentieth Century, libretto di Betty Comden e Adolph Green, colonna sonora di Cy Coleman. American Airlines Theatre di Broadway (2015)
- Gin Game di Donald L. Coburn. John Golden Theatre di Broadway (2015)
- Rumori fuori scena di Michael Frayn. American Airlines Theatre di Broadway (2015)
- The Visit, libretto di Terrence McNally e Fred Ebb, colonna sonora di John Kander. Lyceum Theatre di Broadway (2015)
- Grey Gardens, libretto di Michael Korie e Doug Wright, colonna sonora di Scott Frankel. Ahmanson Theatre di Los Angeles (2016)
- Il giardino dei ciliegi di Anton Čechov. American Airlines Theatre di Broadway (2016)

## Filmografia parziale

### Cinema
- Tender Mercies - Un tenero ringraziamento (Tender Mercies), regia di Bruce Beresford (1983)
- L'avventuriera perversa (The Wicked Lady), regia di Michael Winner (1983)
- Sheena, regina della giungla (Sheena), regia di John Guillermin (1984)
- Un amore, una vita (Everybody's All-American), regia di Taylor Hackford (1988)
- Old gringo - Il vecchio gringo (Old Gringo), regia di Luis Puenzo (1989)
- Gli uomini della mia vita (Men Don't Leave), regia di Paul Brickman (1990)
- L'esorcista III (The Exorcist III), regia di William Peter Blatty (1990)
- La famiglia Addams (The Addams Family), regia di Barry Sonnenfeld (1991)
- Pomodori verdi fritti alla fermata del treno (Fried Green Tomatoes), regia di Jon Avnet (1991)
- Un adorabile testardo (Roommates), regia di Peter Yates (1995)
- La carica dei 101 - Questa volta la magia è vera (101 Dalmatians), regia di Stephen Herek (1996)
- Segreti (A Thousand Acres), regia di Jocelyn Moorhouse (1997)
- La cugina Bette (Cousin Bette), regia di Des McAnuff (1998)
- Cremaster 2, regia di Matthew Barney (1999)
- Requiem for a Dream, regia di Darren Aronofsky (2000)
- The Cell - La cellula (The Cell), regia di Tarsem Singh (2000)
- La casa della gioia (The House of Mirth), regia di Terence Davies (2000)
- Pollock (Pollock), regia di Ed Harris (2000)
- L'ultimo guerriero (Just Visiting), regia di Jean-Marie Poiré (2001)
- The Producers - Una gaia commedia neonazista (The Producers), regia di Susan Stroman (2005)
- Bernard & Doris - Complici amici (Bernard and Doris), regia di Bob Balaban - film TV (2006)
- The Cake Eaters - Le vie dell'amore (The Cake Eaters), regia di Mary Stuart Masterson (2007)
- Synecdoche, New York, regia di Charlie Kaufman (2008)
- Temple Grandin - Una donna straordinaria (Temple Grandin), regia di Mick Jackson - film TV (2010)